# Summer in the City
Summer in the City („Lato w mieście”) – pierwszy pełnometrażowy film Wima Wendersa, powstający w latach 1969–1970 jako praca dyplomowa kończąca naukę reżysera w Wyższej Szkole Telewizji i Filmu w Monachium.

## O filmie
Film jest czarno-biały, został zrealizowany na taśmie 16 mm. Autorem scenariusza jest Wim Wenders.
Film został zadedykowany grupie The Kinks. Oprócz utworów tego zespołu w filmie pojawiają się także piosenki Chucka Berry'ego, The Lovin’ Spoonful i The Troggs. Muzyka pełni w filmie rolę drugiej narracji i komentarza do akcji – pojawiające się utwory muzyczne komentują akcję (np. podczas spotkania Hansa z przyjacielem pojawia się piosenka See Your Friends the Kinks).

## Opis fabuły
Film opowiada o losach byłego więźnia, Hansa, który po wyjściu z więzienia próbuje odnaleźć się w nowej rzeczywistości, odwiedza dawnych przyjaciół i spaceruje po ulicach miasta.

## Obsada
- Hans – Hanns Zischler
- Marie – Marie Bardischewski
- On – Helmut Färber
- Edda – Edda Köchl
- Lipgart – Libgart Schwatz
- Gangster – Gerd Stein
- Shrat – Christian Thierfelder
- Gracz – Wim Wenders